# Ардженьо
Арджѐньо (на италиански: Argegno; на ломбардски: Argegn, Арджен) е село и община в Северна Италия, провинция Комо, регион Ломбардия. Разположено е на 210 m надморска височина, на западния бряг на езеро Лаго ди Комо. Населението на общината е 667 души (към 2017 г.).